# Embia luridiceps
Embia luridiceps is een insectensoort uit de familie Embiidae, die tot de orde webspinners (Embioptera) behoort. De soort komt voor in Eritrea.
Embia luridiceps is voor het eerst wetenschappelijk beschreven door Enderlein in 1912.